# Tibeti Nemzeti Demokrata Párt
A Tibeti Nemzeti Demokrata Párt (tibetiül: བོད་རྒྱལ་ཡོངས་རྒྱལ་ཡོངས་དམངས་གཙོ་ཚོགས་པ་) ellenzéki politikai párt Tibetben,  a legelső tibeti demokrata párt.
A pártot 1994. szeptember 2-án alapították és első elnökének TT Karma Chophel-t választották meg, tíz más pártvezetővel együtt.
Több éhségsztrájkot szervezett, amivel más országok figyelmét szerette volna felhívni Tibet helyzetére.
2006-ban az akkori elnököt, TT Karma Chophel-t a Tibeti Népi Küldöttek Közgyűlésének elnökévé választották meg.

## Vezetői
- TT Karma Chophel (1994–1996)
- Kunga Tsering (1996–1997)
- Acharya Yeshi Phuntsok (1997–2000 és 2000–2004)
- TT Karma Chophel (2004–2006)
- Chime Youngdung (2006-2008?, 2008–)

## Fordítás
- Ez a szócikk részben vagy egészben  a   National Democratic Party of Tibet című angol Wikipédia-szócikk fordításán alapul.  Az eredeti cikk szerkesztőit annak laptörténete sorolja fel. Ez a jelzés csupán a megfogalmazás eredetét és a szerzői jogokat jelzi, nem szolgál a cikkben szereplő információk forrásmegjelöléseként.